# Plasmodiophoromycetes
Ciupercile din clasa Plasmodiophoromycetes sunt paraziți obligați intracelulari care face parte din regnul Mycota, secția Myxomycota . Bolile provocate de acești fitopatogeni se manifestă în formarea unor tumori canceroase. Sporii se dezvoltă din plasmodiu în interiorul celulelor plantei gazdă. Importante din punct de vedere fitopatologic sunt numai genurile Plasmodiophora și Spongospora cu speciile Plasmodiophora brassicae (hernia rădăcinilor de varză) și Spongospora subterranea (râia făinoasă a cartofului).